# Josep Maria Domènech Mateu
Josep Maria Domènech Mateu (Valls, 3 d'octubre de 1944 – Barcelona, 2 de gener de 2019) fou un metge i catedràtic català.
Era descendent del també metge Joan Giné i Partagàs. Doctor el 1972, amb una tesi dirigida pel professor Orts Llorca. Membre numerari de l'Institut d'Estudis Catalans i acadèmic numerari de la Reial Acadèmia de Medicina de Catalunya des del 1996.
Va ser guardonat amb nombrosos premis científics, com el Premio Nacional de Cardiología (1981). L'any 1986 va rebre la medalla Narcís Monturiol al mèrit científic i tecnològic de la Generalitat de
Catalunya, i el 1991 el premi internacional Emanuel B. Kaplan de la New York Society for Surgery of the Hand. i el Premi a l’Excel·lència Professional del Col·legi de Metges de Barcelona el 2006.